# Amida (judaïsme)
Pour les articles homonymes, voir Amida.
 (mai 2011).
La tefillat Haʿamida (en hébreu תפילת העמידה, « prière [récitée] debout ») ou tefillat la'hash (en hébreu תפילת לחש, « prière murmurée »), plus couramment appelée ʿamida, est un ensemble de bénédictions occupant une place centrale dans les offices de prière du judaïsme.
Il en existe trois versions partageant une structure commune, la prière des dix-huit bénédictions pour les offices des jours ordinaires, la prière des sept bénédictions pour le chabbat et les jours saints et la prière des neuf bénédictions, propre à la fête de Roch Hachana.

## La tefillat ʿamida dans les sources juives
Le concept de prière est présent dans la Bible mais elle y apparaît comme une expression de foi spontanée et non comme le rituel agencé qu’est la ʿamida ; le Talmud de Babylone attribue à Shimon Hapakouli le crédit d’avoir édité une collection de bénédictions à la demande de Rabban Gamliel de Yavné mais elles sont attribuées dans d’autres passages aux hommes de la Grande Assemblée, parmi lesquels se comptaient les derniers prophètes. Afin de concilier ces versions, le Talmud suggère que Rabban Gamliel a réinstitué des bénédictions tombées en désuétude.
D’après l’édition 1906 de la Jewish Encyclopedia, la Tefilla, dans la forme qu’on lui connaît, a été composée à la période de la Mishna, avant et après la destruction du Second Temple de Jérusalem. Une analyse linguistique permet de déceler  dans le texte de la Amida une influence de la Bible hébraïque, mais aussi du Siracide, un apocryphe écrit vers le deuxième siècle avant l’ère commune.
Si l’idée de la prière se trouve déjà dans la Bible, il n’aurait pas été nécessaire de la formaliser ou d’en prescrire le contenu, ceci parce que la langue de la prière (l’hébreu) était bien connue des auteurs de la Mishna. La Mishna pourrait aussi avoir trouvé problématique d'introduire le formalisme dans la prière, que les Sages préféraient spontanée, ainsi que l’expriment Rabbi Eliezer, Rabbi Shimon bar Yohaï ou encore Rabbi Yosse, lequel ajoute même qu’il faudrait introduire une nouveauté chaque fois que l’on prie.)

### Modifications par Rabban Gamliel de Yavné
Ces contradictions pourraient avoir une explication historique : certaines bénédictions semblent dater des premiers jours de la synagogue pharisienne, et pourraient avoir été initialement des manifestations spontanées d’efforts visant à établir la synagogue pharisienne en concurrence ou en correspondance avec le culte dans le Temple de Jérusalem, alors quasi exclusivement aux mains des Sadducéens. Ceci est apparent dans la tendance homilétique à lier les temps prescrits pour la prière à ceux des sacrifices dans le Temple, les offices de prière du matin et de l’après-midi rappelant les offrandes perpétuelles (korban tamid) tandis que pour l’office du soir, il fallut invoquer la consommation des sacrifices par le feu durant la nuit.
Rabban Gamliel II aurait donc entrepris de donner une forme définitive aux offices de prière publics en instruisant Shim'on ha-Paqouli d’éditer les bénédictions, qui se trouvaient déjà probablement dans l’ordre que l’on connaît actuellement, et en leur attribuant un caractère obligatoire. Il est établi, d’après le Talmud, que Rabban Gamliel demanda à ses collègues de composer une prière contre les hérétiques et les délateurs, la birkat ha-Minim.

### Ajout d'une19ebénédiction?
On identifie d’ordinaire la 19e bénédiction de la prière des « Dix-Huit bénédictions » à la birkat ha-Minim, mais une baraïta (citée sur la page minim) remet en cause cette identification habituelle. Il existe diverses hypothèses sur l’origine de la 19e bénédiction, l’une d’elles étant que la qedušat ha-šem (3e bénédiction) était à l’origine une bénédiction facultative en semaine et obligatoire seulement le šabbat.

## La récitation de la Amida

### Le moment de la récitation
La Amida est habituellement récitée trois fois par jour, lors de l’office du matin (sha'harit), de l’après-midi (min'ha) et du soir (ʿarviṯ). Le Talmud fait homilétiquement remonter l’institution de chacune de ces trois prières à Abraham, Isaac et Jacob, mais les temps fixés pour la récitation de la Amida sont calqués sur ceux des offrandes perpétuelles qui se tenaient dans les Temples de Jérusalem. Après la destruction du Second Temple en 70 EC, le conseil de Yavné décida que la Amida se substituerait aux offrandes, par application littérale d’Osée 14:3, « Nous t’offrirons, au lieu de taureaux, l’hommage de nos lèvres. » La Amida doit donc être récitée durant la période de temps exacte où le tamid aurait été offert.
L’office de ʿArviṯ  était à l’origine optionnel : en effet, il ne remplace pas un sacrifice spécifique, mais la crémation des cendres sur l’autel au long de la nuit. Bien que ʿArviṯ  soit devenu obligatoire depuis, la Amida de ʿArviṯ  n’est pas répétée par le hazzan ou l’officiant, alors que les autres prières d’Amida le sont.
Lors du Shabbat (le sabbath), de Rosh Hodesh (la néoménie), et des autres fêtes juives, une amida de Moussaf remplace l’offrande supplémentaire qui avait été prescrite à la communauté en ces jours. À Yom Kippour (Jour de l’Expiation), une cinquième récitation publique, Neʿila, est ajoutée afin de remplacer une autre offrande spécifique de ce jour.
Toutes les prières de Amida, et en particulier celles des Moussaf, mentionnent les sacrifices et les prières pour leur restauration aux temps messianiques, et l’acceptation temporaire des prières à leur place.

### La répétition
Lors des offices orthodoxes, la Chmona Essrè est d’abord récitée silencieusement par chaque membre de la congrégation, puis reprise à haute voix pour une lecture publique par le shaliah tzibbour (officiant) ou le hazzan (chantre), à l’exception de la Amida de Ma'ariv. Cette lecture publique nécessite obligatoirement la présence d’un quorum de fidèles, appelés minyan. La congrégation doit répondre « Baroukh Hou ouvaroukh Shemo » (béni est-Il et béni est Son Nom) » à chaque invocation du Nom de Dieu, ce qui se produit dans toute berakha (une bénédiction juive commence typiquement par « béni es-Tu Seigneur, » « Seigneur » étant un substitutif du Tétragramme ineffable), et « Amen » en conclusion de chaque berakha. Si au moins neuf membres du minyan ne répondent pas Amen, la bénédiction de l’officiant ou du hazzan est considérée comme nulle et non avenue.
Le but premier de la répétition était de donner aux membres illettrés de la congrégation l’opportunité d’être inclus dans la Amida publique, en répondant « Amen. »
On abrège parfois la récitation publique en ne récitant la Amida qu’une fois, les trois premières bénédictions à voix haute, les autres silencieusement. Ce style abrégé est appelé en yiddish « הויכע קדושה (heikhe kedishe) ».

### Modalités de la Prière
Les nombreuses modalités concernant la façon de réciter et conduire la Amida ont pour but d’aiguiser l’attention de l’orant alors qu’il s’adresse directement à Dieu.

#### Concentration
La prière étant appelée dans le judaïsme « avoda shebalev (le culte du cœur), »  elle n'a de valeur que si l'on concentre son intention (héb. כוונה (kavana)) et son émotion sur les mots de la prière. Les Sages du Talmud enseignent qu’on ne lit pas une prière comme on lirait une lettre. C’est pourquoi le Choulhan Aroukh estime qu’il est acceptable de prier dans sa langue natale ou une langue vernaculaire si l’on ne comprend pas l’hébreu, bien que l’étude de la liturgie hébraïque soit l’idéal à atteindre.
La kavana est particulièrement exigée lors de la première bénédiction, au point qu’un orant qui ne dit une prière que de mémoire devrait la recommencer. Cependant, le Rema a abrogé cette exigence écrivant que de nos jours (il vivait au XVIe siècle), la période d’attention des gens est si courte qu’une personne priant sans intention lors de la première prière n’en aurait pas davantage lors de la seconde.
La bénédiction dite « de reconnaissance (Hodaʿa) » doit elle aussi être récitée avec une kavana accrue.

#### Interruptions
Il est interdit de s’interrompre lors de la Amida, à l’exception de dangers vitaux ou de besoins pressants. Il est également interdit d’interrompre la Amida d'un autre orant, par exemple en s’asseyant à côté de lui, ou en marchant dans un périmètre de quatre amot (coudées) autour de lui.

#### Une récitation silencieuse
Cet usage vient de Hannah, lorsqu’elle alla prier au Temple pour avoir un enfant : elle « parlait dans son cœur, et ne faisait que remuer les lèvres, mais on n’entendait point sa voix. » C’est pourquoi, lors de la récitation privée de la Amida, la voix de l’orant ne devrait être audible que pour lui-même.

#### La prière récitée debout
La Amida doit être récitée debout, pieds joints, afin d’imiter les anges qui, dans la vision d’Ézéchiel, avaient les pieds droits ; les orants, s’adressant à la Shekhina, doivent en effet s’efforcer de ressembler aux anges, ôtant toute pensée matérielle de leur esprit[réf. nécessaire]. Dans la même veine, le Tiferet Yisrael explique dans son commentaire Boaz que la Amida est ainsi appelée parce qu’elle aide les orants à focaliser leurs pensées, qui sont par nature actives et mouvantes.
Le Talmud enseigne que celui qui chevauche un animal ou voyage à bord d’un bateau (ou, par extension, dans un avion, un bus ou un train) peut réciter la Amida assis, car la précarité de sa station debout est suffisante pour l’empêcher de se concentrer sur sa prière[réf. nécessaire].

#### L'orientation de la prière vers Jérusalem
La Amida est récitée en faisant face à Jérusalem, le patriarche Jacob ayant proclamé « c’est ici la porte des cieux, » où les prières peuvent monter. Le Talmud consigne une baraïta à ce sujet :

« Un aveugle, ou une personne incapable de s’orienter, doit diriger son cœur vers son Père dans les Cieux, ainsi qu’il est dit « … ils adresseront des prières à YHWH. ». Celui qui réside en diaspora doit se tourner vers la terre d’Israël ainsi qu’il est dit « les regards tournés vers la ville que Tu as choisie », celui qui réside en terre d’Israël doit faire face à Jérusalem, ainsi qu’il est dit « ils adresseront à YHWH des prières, les regards tournés vers la ville que Tu as choisie. » Celui qui se trouve à Jérusalem doit faire face au Temple […] Celui qui se trouve dans le Temple doit se tourner vers le Saint des Saints […] celui qui se trouve dans le Saint des Saints doit faire face au couvercle de l’Arche de l’alliance […] de sorte que toute la nation d’Israël dirige ses prières vers un seul endroit. »

#### Trois pas
Les Juifs pratiquants ont pour coutume de reculer puis avancer de trois pas avant et après la récitation de la Amida.
Les pas en arrière au début de la Amida symbolisent le retrait de l’attention vis-à-vis du monde matériel, et les pas en avant l’approche symbolique vers le Roi des Rois. En réalité, seuls les pas vers l’avant seraient nécessaires, les pas en arrière au début de la récitation n’étant qu’une coutume.
Selon le Talmud, les pas en arrière après la Amida sont une réminiscence du culte dans le Temple de Jérusalem, où ceux qui apportaient des offrandes reculaient ensuite de l’autel sans le quitter des yeux. Ces pas sont aussi comparés à ceux d’un étudiant qui prend respectueusement congé de son maître :

« Rabbi Alexandri a dit au nom de Rabbi Yehoshoua ben Levi : celui qui a prié devrait reculer de trois pas et ensuite prier pour la paix. Rav Mordekhaï lui a dit : une fois qu’il a reculé de trois pas, il devrait rester où il est. »

À la suite de cet échange talmudique, l’usage a été établi que les fidèles reculent de trois pas après la méditation finale, et disent, en s’inclinant de droite et de gauche : « Celui qui fait la paix (le shalom) dans les cieux, fera la paix sur nous et sur tout Israël, et disons Amen. »

#### La prosternation
L’orant se prosterne en quatre endroits de sa prière : au début et à la fin de la première bénédiction, au début et à la fin de la Hodaʿa.
Lorsqu’il dit « Béni es-Tu Seigneur, » ou « nous Te reconnaissons » pour la Hodaʿa, il fléchit les genoux à « Béni, » se prosterne en disant « es-Tu, » et se redresse après avoir dit à « Seigneur. »
La raison pour cette procédure est que, d’une part, le terme « béni, » baroukh en hébreu, est lié au mot « genou, » berekh) et que d’autre part, Dieu « redresse ceux qui sont courbés. »
Selon le Talmud, il faut s’incliner jusqu’à ce que les vertèbres fassent protrusion du dos, bien qu’une personne physiquement incapable de le faire peut se contenter d’incliner la tête.
Au cours des offices de Rosh Hashana et de Yom Kippour, les Juifs s’inclinent traditionnellement jusqu’au sol et se prosternent dans une posture similaire à celle des musulmans, mais pas exactement de la même manière. Il existe des variations parmi les ashkénazes sur le temps qu’on doit passer dans cette position.
Certains Juifs yéménites, le plus souvent des Dor Daïm ou des Talmide haRambam comprennent des enseignements du Talmud et du Mishneh Torah concernant la prosternation lors de la Chmona Essrè que l’on doit toujours fléchir les genoux jusqu’au sol non seulement lors des Jours redoutables, mais tout au long de l’année. Il est difficile d’estimer le nombre de personnes adhérant à cette opinion, la plupart d’entre eux ne le faisant sans doute qu’en privé ou lors d’offices avec des personnes partageant leur coutume.

## Structure de laAmida«normale»
La Amida des jours de semaine non-fériés contient 19 bénédictions, se terminant toutes par la formule « Béni es-Tu, Seigneur, etc. » Certaines sont des « bénédictions longues, » car s’ouvrant et se concluant par cette formule, d’autres sont des bénédictions courtes, car ne s’ouvrant pas sur cette formule[réf. nécessaire].
Les trois premières bénédictions forment un ensemble appelé sheva'h (שבח « louange »), et ont pour fonction d’inspirer l’orant et d’invoquer la miséricorde divine.
Les trois dernières sont collectivement appelées hodaʿa (הודעה « reconnaissance » ou « proclamation ») et proclament la reconnaissance envers Dieu pour l’opportunité donnée de Le servir.
Les treize bénédictions intermédiaires sont des baqashot (בקשה « requête ») ; elles comprennent six requêtes personnelles, six requêtes collectives, et une requête finale, que Dieu accepte les prières.
Sheva'h et Hodaʿa constituent le standard de la Amida, ne variant qu’en certains moments de l’année.

### Bénédictions desheva'h
1. Dans la prière, dite Avot (אבות, ancêtres, litt. « pères »), Dieu est loué en tant que « Dieu des Patriarches Abraham[25], Isaac et Jacob, « Dieu grand, puissant et redoutable[26], » « Dieu suprême[27] » et « Créateur de tout[27] » Qui Se souvient des mérites des pères et apporte le rédempteur[28] aux fils de leurs fils ». Il est enfin loué comme « Bouclier d’Abraham[29]. »
2. La prière, appelée Guevourot (גבורות « forces ») ou Tehiyat Hametim (תחיית המתים « résurrection des morts »), loue Dieu Qui soutient les vacillants[30], guérit les malades[31], délivre les enchaînés[32], fait vivre, mourir et ressusciter[33].
  - une louange pour la pluie est insérée dans cette bénédiction, car la pluie est considérée comme une manifestation de grand pouvoir aussi grande que la résurrection. La plupart des communautés, à l’exception de nombreuses congrégations ashkénazes, insèrent également une bénédiction pour la rosée en été.
3. La troisième prière est appelée Kedoushat haShem (קדושת השם, « la sanctification du Nom »), loue Dieu Qui est saint[34], dont le Nom est saint et qui est loué[35] tous les jours par les saints[36].

Dans la deuxième bénédiction de l’Amida des jours ordinaires :
מַשִּׁיב הַרוּחַ : fais souffler le vent
Dans la 9e bénédiction, la bénédiction des années :
וְתֵן טַל וּמָטָר : et donne la rosée et la pluie
- En été, à la place, on trouvera les bénédictions suivantes :

מוֹרִיד הַטַל : fais tomber la rosée
וְתֵן בְּרָכָה : et donne une bénédiction
Au cours de la répétition de la Amida, une version plus longue de cette bénédiction, appelée Kedousha est entonnée par les fidèles en réponse au shaliah tzibbour ou au hazzan. La Kedousha est encore plus élaborée lors du Shabbat et des fêtes.

### Bénédictions debaqasha
1. La bénédiction de la Bina (בינה « discernement ») est une demande à Dieu d’accorder savoir, discernement et entendement. À l’issue d’un jour de fête chômé ou du Shabbat, la prière comprend une mention de la séparation entre jours sacrés et profanes.
2. La bénédiction de la Teshouva (תשובה « repentir ») demande à Dieu d’aider les Juifs à se repentir et à retourner vers la Torah ; Dieu est loué pour être Dieu de repentir.
3. Dans la bénédiction de la Selih'a (סליחה « pardon »), il est demandé à Dieu de pardonner les fautes, péchés et faiblesses; Dieu est loué pour être Dieu de pardon.
4. Dans la bénédiction de la Geoula (גאולה « rédemption »), il est demandé à Dieu de S’ingérer dans les aléas du peuple d’Israël et de le libérer ; Dieu est loué pour être Dieu de délivrance.
5. La Birkat Refouah Chéléma (ברכת רפואה שלמה « bénédiction de guérison complète ») est une demande la guérison de tous les malades du peuple d’Israël. Y est parfois ajouté en cas de maladie un texte où l’on demande sa guérison personnelle.
6. Avec la bénédiction des Chanim (שנים « années [agricoles] »), il est demandé à Dieu de bénir la production terrestre. Selon le rite, ashkénaze ou sépharade respectivement, un mot est omis ou le texte est changé, selon qu’on prie en été ou en hiver.
7. La bénédiction des Galouyot (גלויות « exils ») demande à Dieu de faire retentir le son du chofar annonçant la fin de l’exil et de ramener les exilés sur la terre d’Israël.
8. Dans la bénédiction pour le Michpat (משפט « justice »), il est demandé à Dieu de réinstaurer les juges et les conseillers sur le peuple d’Israël, et de régner sur eux, « comme au début. »
9. La Birkat haMinim (« bénédiction des Minim ») fut insérée dans la prière par Samuel le petit (en) à l’époque de Rabban Gamliel de Yavné[11] ; elle demande à Dieu de détruire les minim, les calomniateurs et dénonciateurs du peuple juif. Comme parmi les Minim figuraient les premiers chrétiens, bien que le terme fût plus général, désignant toutes sortes de dissidents à l’orthodoxie pharisienne[37], cette prière servit de base pour affirmer que les Juifs maudissaient Jésus trois fois par jour[38].
10. Avec la bénédiction des Tsaddikim (צדיקים « Justes »), c’est la miséricorde de Dieu qu’on invoque, depuis le haut de l’échelle, à savoir « les justes », jusqu’au bas, c’est-à-dire « nous ». On Lui demande de donner un bon salaire à tous ceux qui croient sincèrement en Lui, et de « placer notre part avec eux », car tous ont toujours espéré en Lui.
11. Dans la bénédiction Bonè Yeroushalayim (בונה ירושלים « Constructeur de Jérusalem »), on prie Dieu de restaurer Jérusalem, la Shekhina et le trône de David au plus tôt, ainsi qu’Il l’a dit. C’est à cet endroit qu’est intercalée la prière de consolation pour la destruction de Jérusalem, Nahem lors du 9 Av.
12. La Birkat David (ברכת דוד « bénédiction de David ») est une demande à Dieu de faire fleurir le rameau de David, c’est-à-dire le Messie (Machia'h).
13. La bénédiction de la tefila (תפילה « prière ») demande à Dieu d’agréer ces prières, et de prendre l’assemblée en miséricorde. Lors de jeûnes, privés ou publics, mention est faite que le jeûne ouvre la porte des cieux aux prières.
  - Il est usage lors de cette bénédiction d’introduire une prière personnelle, selon les recommandations de Rabbi Shimon bar Yohaï[8]. Cette prière est souvent différente lors de chaque Amida, conformément aux enseignements de Rabbi Yosse, mis en pratique par Rabbi Eleazar et rabbi Abbahou[9].

#### Apocryphe de Ben Sira
1. Le verset no 1 : « Dieu de tout » rappelle la bénédiction no i., tandis qu’1b est instrumental dans la prière de Rosh Hashanna.
2. Le verset no 2 contient les mots de la bénédiction no ii.
3. Le verset no 3 est un résumé de la keddousha telle qu’elle apparaît dans la  bénédiction no iii.
4. Le verset no 4 explicite la connaissance que l’on demande dans la bénédiction iv.
5. Le verset no 6 évoque la prière contre les ennemis (prière no xii).
6. Le verset no 7 est la prière pour les exilés (prière no x).
7. Le verset no 8 se base sur le contenu de la prière en faveur des pieux (bénédiction no xiii).
8. Le verset no 9 est la prière pour Jérusalem (no xiv).
9. Le verset no 10 rappelle la prière no xvii.
10. Le verset no 11 est liée tant à la prière no xvi. qu’à la no xix.

### Bénédictions dehodaʿa
1. La bénédiction dite de la ʿAvoda (עבודה « culte ») demande à Dieu de restaurer le culte dans le Temple de Jérusalem, avec les offrandes qui en faisaient partie. Lors des trois fêtes de pèlerinage, de demi-fête et à la néoménie, il y est ajouté une demande d’agréer les offrandes, et le souvenir du peuple d’Israël, ainsi que de David et du Messie.
2. La bénédiction de Modim (מודים « nous reconnaissons » ou « nous remercions ») ou Hodaʿa (הודעה « remerciement ») proprement dite est à la fois une proclamation et une action de grâce à Dieu pour Le remercier de Ses miracles et bienfaits quotidiens.
  - Lors de la répétition de la Amida par l’officiant ou le hazzan, alors que celui-ci entonne la bénédiction de la Hodaʿa, les orants récitent une prière différente, appelée Modim DeRabbanan (Modim des Rabbanim)
  - Lors des fêtes « miraculeuses, » Hanoucca et Pourim, un long paragraphe décrit le miracle qui eut lieu en ces jours, et la perception qu’en eurent les Juifs.
3. La dernière bénédiction de la Amida, bénédiction du Shalom (שלום « paix » ou « complétion »), remercie Dieu des bienfaits dont Il a gratifié le peuple d’Israël et Sa compassion envers le peuple juif. Les ashkénazes récitent généralement une version plus courte lors des offices de Minha et de Ma'ariv.

### Bénédictions supplémentaires à la répétition de laAmida
Outre la Kedousha et le Modim deRabbanan, la répétition publique de la Amida donne lieu à la bénédiction sacerdotale, appelée Birkat HaCohanim ou Nessiat Kapaïm (« levée des paumes »), lors de la Amida de Sha'harit, de Moussaf, de Shabbat et des fêtes. Lors des jours de jeûnes publics, la Birkat HaCohanim est également récitée à Minha, et à la Neʿila de Yom Kippour. Elle ne peut être dite dans une maison de deuil.
Les Juifs ashkénazes ne la font réciter de façon quotidienne par des cohanim qu’en terre d’Israël, alors que les Juifs yéménites et certaines congrégations sépharades le font de façon ordinaire même en dehors de la terre d’Israël. Lorsqu’il ne se trouve pas de cohen dans l’assemblée, la bénédiction est récitée de façon abrégée par l’officiant ou le hazzan.

### La méditation finale
Une coutume s’est graduellement développée de réciter, après la bénédiction pour la paix, la méditation de Mar ben Ravina, par laquelle il concluait sa propre Amida : 

« Mon Dieu (Elohaï), garde ma langue de mal et mes lèvres de proférer des mensonges ; et envers ceux qui me maudissent, fais que mon esprit soit silencieux et pareil à la poussière. Ouvre mon cœur à Ta Torah, et fais poursuivre qu’après Tes prescriptions coure mon esprit. Et tous ceux qui pensent du mal pour moi, efface vite leurs conseils et détruis leurs pensées. Fais [ceci] pour Ton Nom, fais pour Ta droite, fais pour Ta sainteté, fais pour ta Torah, afin que mes amis se réjouissent, fais que Ta main droite amène la rédemption, et réponds-moi. Puissent être agréables les mots de ma bouche et les méditations de mon esprit devant Toi, Seigneur mon Roc et Rédempteur. »

Les orthodoxes ashkénazes font suivre cette méditation d’une requête :

« Puisse être Ta volonté, mon Dieu et Dieu de mes pères, que le Temple soit rapidement reconstruit de nos jours, et donne-nous une part dans ta Torah, et là, nous Te servirons comme aux jours du monde et aux années anciennes. Et que l’oblation de farine de Juda et Jérusalem soit plaisante à Dieu, comme aux jours du monde et aux années anciennes. »

## LesAmidot«spéciales»

### Amidadu Shabbat
Les Amidot des offices de Ma'ariv (du vendredi), Sha'harit, Moussaf et Minha possèdent toutes une forme particulière. Les 13 bénédictions de Baqasha sont remplacées par la bénédiction de sainteté du jour (héb. קדושת היום (Kedoushat HaYom)), de sorte que chaque Amida de Shabbat se compose de sept bénédictions.
La Kedoushat HaYom se compose d’une introduction, différente pour chacun des quatre offices de prière, et d’une conclusion, qui est quant à elle constante :

« Notre Dieu et Dieu de nos pères, Aie en faveur notre repos ; sanctifie nous par Tes prescriptions et donne nous notre part dans la Torah, rassasie nous de Tes bontés et réjouis-nous par Ta salvation, et purifie nos cœurs afin de Te servir véritablement. Et fais-nous hériter, Seigneur notre Dieu, dans l’amour et la faveur, de Ton saint Shabbat, et qu’Israël qui sanctifient (sic) Ton Nom s’y reposent (sic). Béni es-Tu, Seigneur, Qui sanctifies le Shabbat. »

À la conclusion de la Amida personnelle de la veille du Shabbat, bien qu’il n’y ait pas de répétition publique, officiant et fidèles chantent en chœur le Me'Ein Sheva', ou Magen Avot selon ses premiers mots, qui résume les sept bénédictions :

« Protecteur des ancêtres par Son Verbe, faisant revivre les morts par Son ordre, la Saint Dieu sans pareil, Qui cause à Son peuple de se reposer le jour de Son saint Shabbat, car en eux Il conçut de la faveur de les faire se reposer. Devant Lui, nous rendrons culte dans la crainte et la peur, et nous rendrons grâce à Son Nom chaque jour perpétuellement à la manière des bénédictions. Dieu des reconnaissances, Seigneur du Shalom, Qui sanctifies le Shabbat et bénit le septième [jour], et fait reposer dans la sainteté Son peuple empli du délice [du Shabbat], en souvenir de l’Acte de la Création. »

L’officiant, ou le chantre, répète ensuite publiquement la conclusion de la Kedoushat HaYom.

### Amidotdes fêtes
Lors des fêtes juives, une bénédiction de sanctification du jour (Kedoushat HaYom) constituée de plusieurs sections, est intercalée après la kedoushat HaShem, et remplace elle aussi les 13 bénédictions de baqasha lors des offices de la veille, du matin et de l’après-midi. La première section est constante : 

« Tu nous as choisis parmi toutes les nations, Tu nous as aimés et conçu de la faveur pour nous, et (sic) Tu nous as élevés au-dessus de tous les langages, et (sic) nous as sanctifiés par Tes prescriptions, et (sic) nous as rapprochés, [ô] notre Roi, de Ton culte, et (sic) Ton grand et saint Nom [, Tu l’] as prononcé sur nous. Et Tu nous as donné, Seigneur notre Dieu, par amour, des moments pour la joie, des fêtes et des temps pour l’abondance, ce jour de [nom biblique de la fête, et son caractère particulier], convocation sainte en souvenir de la sortie d’Égypte. »

Lorsque le jour de fête coïncide avec un Sabbath, des mentions spéciales sont faites de celui-ci, précédant la mention de la fête (« et Tu nous as donnés, Seigneur notre Dieu, par amour, des shabbatot pour le repos et des moments pour la joie, etc. »).

### Amidotde Moussaf
Lors du Shabbat, des fêtes juives (à Yom tov comme à Hol hamoëd), et de Rosh Hodesh (la néoménie dans le calendrier juif), un office supplémentaire (hébreu : מוסף (Moussaf)) est tenu, au cours duquel la Amida est récitée silencieusement puis publiquement.
Bien que l’office du Moussaf soit techniquement un service séparé et indépendant qui pourrait se dire à tout moment entre Sha'harit et Ma'ariv, il est de nos jours accolé à l’office de sha'harit, qui prend la forme d’un office unique mais allongé.
La Amida du Moussaf de Roch Hachana, qui annonce les modifications de la Tefilla au cours des dix jours de pénitence, est unique en ceci qu’elle comprend, outre les 3 bénédictions initiales et finales, neuf bénédictions intermédiaires, ce qui en fait, avec ses 15 bénédictions, la Amida de Moussaf la plus longue de l’année et peut allonger la durée des offices de prière jusqu’à 7 heures d’affilée[source insuffisante]. Ces neuf bénédictions supplémentaires sont divisées en trois groupes de trois bénédictions, finissant chacun une section de la Amida. Ces trois groupes sont, respectivement, les « Malkhouyot » (prières affirmant la royauté divine, et contenant la Kedoushat HaYom comme un Moussaf ordinaire), les « Zikhronot » (prières de remémoration) et les « Chofrot » (prières concernant le chofar, une corne de bélier que les Juifs utilisent comme un cor). Chaque section comprend un paragraphe introductif, des versets bibliques (3 de la Torah, 3 des Ketouvim, principalement des Psaumes, et 3 des Nevi'im, dans cet ordre, bien que ce ne soit pas leur ordre d’apparition dans la Bible hébraïque) relatifs à la Royauté, au souvenir et au chofar. À la fin des bénédictions concluant chaque section, l’officiant sonne du chofar, tant lors de la lecture silencieuse que lors de la répétition publique. 
Dans la Amida de Moussaf, les bénédictions de Baqasha sont remplacées par des prières spéciales pour le jour saint, et une évocation du culte dans le Temple.
Dans les offices des Juifs orthodoxes, ces prières contiennent les passages bibliques se rapportant aux offrandes qui étaient offertes au Temple en cette occasion, et une demande de reconstruire le Temple et  réinstaurer le culte qui s’y tenait. La bénédiction des cohanim est dite lors de la répétition publique de la Amida. C’est, en dehors d’Israël, le seul moment où la bénédiction des cohanim est chantée par ceux-ci.
Le mouvement Massorti étant opposé au concept des sacrifices animaux, sa Rabbinical Assembly a rédigé deux formes de la Amida de Moussaf. Dans la version la plus ancienne, il est fait référence aux offrandes prescrites, mais au passé (« là où nos ancêtres offraient » plutôt que « là, nous offrirons »). La nouvelle version omet entièrement toute référence aux offrandes.
Les mouvements progressistes omettent souvent la Amida de Moussaf dans sa totalité.

### Amidade la Neʿila
À Yom Kippour, se tient un office de prière supplémentaire, spécifique de ce jour, la Neʿila, à la clôture de Yom Kippour, après les offices de la veille, du matin, du Moussaf, et de l’après-midi. Yom Kippour est donc le seul jour de l’année juive où l’on récite cinq Amidot.
La congrégation se tient traditionnellement debout pendant toute la répétition de cette prière, qui contient de nombreuses confessions (viddouïm) et supplications additionnelles. C’est aussi, pour les Juifs ashkénazes, la seule occasion pendant laquelle ils ont pour coutume de chanter la prière d’Avinou Malkenou un jour de sabbath (si Yom Kippour devait coïncider avec un shabbat.)

## Variations dans laAmidaen fonction de la période de l'année

### Prières pour la pluie en hiver et la rosée en été
Dans la Birkat Guevourah, la seconde bénédiction de Sheva'h, la pluie (« Qui fais revenir le vent et tomber la pluie ») est mentionnée comme une preuve de la puissance divine. Cependant, elle est remplacée à partir de Pessa'h (la Pâque juive), qui marque traditionnellement le début de la saison sèche en terre d’Israël, par « Qui fais tomber la rosée, » jusqu’à Shemini Atzeret (fête de la fin de la moisson), qui marque traditionnellement le début de la saison des pluies en terre d’Israël.
Lors de la répétition de la Amida de Moussaf du premier jour de Pessa'h, une prière étendue est ajoutée pour demander à Dieu la rosée; lors de celle de Shemini Atzeret, une prière similaire Lui demande des pluies ni trop fines ni trop abondantes.
Dans la Birkat HaShanim (bénédiction des années agricoles), la neuvième bénédiction de la Amida des jours de semaine ordinaires, il est demandé à Dieu de « donner [la] bénédiction sur la face de la terre » pendant toute la saison sèche en terre d’Israël. Cette bénédiction change en hiver, qui est défini en dehors de la terre d’Israël comme débutant 59 jours après la Tekoufa du mois de Tichri (correspondant approximativement à l’équinoxe d’automne) et finissant à Pessa'h et en terre d’Israël, où elle débute le 7e jour du mois de Heshvan.
Les Juifs ashkénazes remplacent la formule par « donner [la] rosée et [la] pluie de bénédiction sur la face de la terre. »
Les Juifs orientaux, principalement les sépharades d’orient et les yéménites possèdent deux versions de la prière. Pendant la saison sèche, ils disent : « Bénis-nous, notre Père, dans toute œuvre de nos mains, et bénis notre année de rosées gracieuses, bénies et douces, et que sa conclusion soit vie, abondance et plénitude comme aux bonnes années, car Tu es [un] Dieu [et] Roi bon et bonifiant, et Tu bénis les années. Béni es-Tu, Seigneur, Qui bénis les années. » Pendant la saison des pluies en revanche, ils disent : « Bénis sur nous, Seigneur notre Roi, cette année et toutes sortes de ses récolte pour le bien, et donne pluie et rosée pour la bénédiction sur toute la face de la terre ; et multiplie la face du monde, emplis le tout de Ta bonté. Emplis nos mains de Tes bénédictions et de richesses de dons de Ta main. Préserve et sauve cette année de tout mal et de toutes sortes de destructeurs et de toutes sortes de châtiments : et établis pour elle bonne espérance et une conclusion de plénitude. Épargne-la et aie pitié d’elle et pour toute sa récolte et tous ses fruits, et bénis-la avec des pluies de faveur, de bénédictions et de générosité ; et que sa conclusion soit vie, abondance et plénitude, comme aux bonnes années de bénédiction ; car Tu es [un] Dieu [et] Roi bon et bonifiant, et Tu bénis les années. Béni es-Tu, Seigneur, Qui bénis les années. »

### Lors de la conclusion de Shabbat et des fêtes
La Amida de Ma'ariv du l’issue du Shabbat, c’est-à-dire celle du samedi soir, ou d’une fête juive, comprend dans la Birkat Bina, la première bénédiction de sheva'h un paragraphe intitulé Ata 'Honantanou (« Tu nous as accordé »). L’orant remercie Dieu pour l’aptitude de pouvoir séparer le saint du profane, paraphrasant les concepts exprimés dans la cérémonie de Havdala, qui effectue la transition des jours saints aux jours profanes. De fait, le Talmud enseigne que si ce paragraphe est oublié, l’orant ne doit pas se reprendre lors de la Amida, car il le dira lors de la Havdala.
Lorsque le paragraphe Ata 'Honantanou est dit, les travaux interdits lors des jours saints deviennent permis, la séparation des jours saints ayant été effectuée.

### Les dix jours de repentir
Lors des dix jours de repentir entre Rosh Hashana et Yom Kippour, quelques lignes de texte additionnelles sont insérées dans les bénédictions de Sheva'h et de Hodaʿa, ainsi que dans l’une des bénédictions de baqasha. La plupart de ces lignes invoquent la pitié divine et prient pour l’inscription des orants dans le Livre de la Vie. Dans de nombreuses communautés, l’officiant s’interrompt lors de la lecture publique lorsqu’il est sur le point de lire ces lignes, afin que les orants puissent le précéder.
Plus significatives sont les conclusions de deux bénédictions, qui remplacent El Kadosh (Dieu saint) par Melekh Kadosh (Saint-Roi). Lorsque l’orant omet de conclure correctement sa bénédiction de Kedoushat Hashem, il doit recommencer toute la prière.

### Jours de jeûne
Lors des jours de jeûne public (Taanit tzibbouri), des prières spéciales invoquant la pitié et la clémence divine sont ajoutées à la Amida.
Lors de la Amida de Sha'harit, aucun changement n’est fait lors de la prière privée, mais lors de la répétition publique, l’officiant ajoute une bénédiction après la bénédiction de la Gueoula, appelée Anenou (« réponds-nous ») du fait de son premier mot. Anenou conclut par « Béni es-Tu, Seigneur, Qui répond [certains ajoutent: à Sa nation Israël] en temps de troubles. »
Lors de la Amida de Minha, Anenou se dit lors de la répétition, mais aussi lors de la prière silencieuse par chaque orant lors de la Bénédiction de la Tefilla. De surcroît, les communautés qui disent d’ordinaire une version abrégée de la Birkat haShalom lors de l’office de Minha, la récitent entière. La bénédiction sacerdotale, habituellement omise à Minha est chantée par l’officiant lors de la répétition.
Une prière spécifique, appelée Na'hem ou Ra'hem, est intercalée à la suite de la bénédiction de Binyan Yeroushalayim lors de la Min'ha de Tisha BeAv. On y demande à Dieu de consoler (na'hem) ou prendre en miséricorde (ra'hem) ceux qui portent le deuil de Sion et de Jérusalem et on conclut par « Béni es-Tu, Seigneur, Qui consoles Sion et construis Jérusalem. »

### Ya'alè VeYavo
Lors des jours de fête, la prière Ya'alè Veyavo (« Que [le souvenir de nous] s’élève et vienne [devant Toi] ») est insérée à la fin de la Kedoushat Hayom.
Elle continue de l’être, mais à la fin de la bénédiction de l’Avoda, lors des jours de demi-fête et de la néoménie. Elle est également introduite dans le Birkat Hamazone lors de l’ensemble de ces jours.
Outre une phraséologie générale, demandant à Dieu d’agréer le souvenir de la congrégation, de ses ancêtres, du roi David et du Messie, une phrase de la prière précise le nom biblique de la fête, et son caractère particulier.

### Al HaNissim
Lors des fêtes judéennes « miraculeuses, » Hanoucca et Pourim, un long paragraphe, dont chacune des deux fêtes possède sa version, est inséré dans la bénédiction de la Hodaʿa, laquelle mentionne les miracles et merveilles quotidiens dont bénéficient les orants.
Les paragraphes retracent le contexte historique de la fête, décrivent le « miracle » (les faibles Macchabées renversant les forts Séleucides pour Hanoucca, le renversement total du plan d’extermination des Juifs de Haman pour Pourim), et en remercient Dieu.
Ces paragraphes sont tous deux introduits par une même formule, commençant par Al HaNissim : « Pour les miracles, et la délivrance et les actes puissants et les actes de salvation et pour les guerres que Tu as menées pour nos ancêtres en ces jours en ce temps. »

## Modifications modernes du texte de laAmida
Le texte de la Amida est resté relativement intouché par les adhérents au judaïsme orthodoxe, bien que certaines prières, comme le Modim deRabbanan existaient dans plusieurs versions légèrement différentes dans le Talmud, ce qui explique les différences textuelles entre rites.
Le changement le plus récent du texte de la Amida fut le fait d’Isaac Louria (XVIe siècle), qui formula un texte de la Amida combinant les textes ashkénazes et sépharades en accord avec sa conception de la Kabbale.
En revanche, les courants ayant fait sécession du judaïsme orthodoxe à l’époque de la Haskala, c’est-à-dire le judaïsme progressiste et le judaïsme conservative, ont modifié à des degrés divers le texte pour l’adapter à leurs opinions sur les besoins et la sensibilité modernes :
- le judaïsme réformé a ajouté au texte de la première bénédiction « [de nos pères] et de nos mères, » et accolé au nom des trois patriarches celui des quatre matriarches, Sarah, Rivka, Ra'hel et Léa. Cette modification a été adoptée par certaines congrégations conservative.

Les Juifs réformés remplacent également « amènes un rédempteur » par « amènes la rédemption, » ne croyant pas à la venue d’un Messie personnifié, mais de temps messianiques.
- Dans la deuxième bénédiction, les courants progressistes du judaïsme substituent à « Qui [re]donne vie aux morts » les phrases « Qui donne vie à tout » (dans le siddour réformé[46]) ou « Qui donne vie à toute vie » (dans le siddour reconstructionniste), ne croyant pas à la résurrection des morts.
- La bénédiction de l’Avoda qui demande la réinstauration du culte et des offrandes, comprenant des sacrifices animaux, après la reconstruction du Temple a été modifiée par tous ces courants : le judaïsme conservative demande la restauration du Temple (à l’exception de certaines congrégations), mais non celle des sacrifices. Le judaïsme réformé, ayant renoncé à toute restauration du Temple puisque chaque lieu de prière juif réformé est un « temple », remplace la requête tout entière par « Dieu, Qui es près de tous ceux qui T’appellent, tourne-Toi vers Tes serviteurs et sois gracieux envers nous; déverse Ton esprit sur nous. »

Bien que n’évoquant pas les sacrifices, ou au passé, les Juifs conservative maintiennent généralement le nombre traditionnel d’offices de prière et leurs temps fixés, qui avaient été établis en fonction du culte dans le Temple. Les Juifs réformés et reconstructionnistes estimant au contraire que ce modèle du culte est périmé, abrogent les obligations temporelles, voire pour de nombreuses congrégations, l’office de Moussaf, que conservent les congrégations conservative dans leur ensemble.
Certaines congrégations progressistes tiennent également un office de Moussaf, mais sans aucune référence au culte dans le Temple.